# Юлий Красипед
Юлий Красипед (на латински: Iulius Crassipes) e политик и сенатор на Римската империя през 2 век.
През 140 г. той е суфектконсул.